# ОРМЕТО-ЮУМЗ
ОРМЕТО-ЮУМЗ (Открытое акционерное общество «Машиностроительный концерн „ОРМЕТО-ЮУМЗ“») — российский машиностроительный концерн. Расположен в городе Орске.
Создан в 2000 году на базе орского Южно-уральского машиностроительного завода («Южуралмаш»). Завод был построен в 1942 году, на базе Новокраматорского машиностроительного завода им. Сталина и Ленинградского завода подъемно-транспортного оборудования (первую продукцию начал выдавать в 1943 году), а в 1992 году преобразован в акционерное общество. С 2007 — в составе МК «Уралмаш».
До 5 февраля 2015 99,97 % акций концерна принадлежали холдингу «Металлоинвест» Алишера Усманова.
Концерн специализируется на производстве оборудования для металлургической отрасли. Выручка в 2005 году — 1,7 млрд руб. Объём производства — 27 тыс. т механоизделий, 20 тыс. т из которых — машины и оборудование для металлургической отрасли.
В феврале 2015 года «Машиностроительный концерн „ОРМЕТО-ЮУМЗ“» приобрела компания «РэйлТрансХолдинг». Заводу отныне возвращено прежнее имя: теперь он не ОРМЕТО-ЮУМЗ, а просто ЮУМЗ. С 1 июля 2016 года произведена реорганизация завода, отделение основных производственных мощностей от инженерных корпусов. Сокращение работников до 2400 человек.
14 мая 2019 года — в отношении машиностроительного завода введена процедура конкурсного производства, как последняя стадия банкротства. В ноябре 2019 года имущество предприятия выставили на продажу.
В этом же 2019 году на базе «ОРМЕТО-ЮУМЗ» было создано новое предприятие — ООО «Уралмаш-Горное Оборудование». Генеральным директором был назначен Леонид Решетников.
В мае 2020 года генеральным директором завода стал Олег Цецора. До него эту должность занимал Алексей Дегай.

## Директора завода
- с апреля 2019 Александр Сарбаш
- с февраля 2016 — Григорий Пилипчук
- с февраля 2015 — Александр Сарбаш
- с июля 2013 по февраль 2015 — Каманцев Сергей Владимирович
- с апреля 2013 — Хлопотунов Юрий Борисович
- с сентября 2010 — Соколов Сергей Олегович
- с 2007 по 2010 — Полушин, Александр Александрович
- с 2005 по 2007 — Мирской, Николай Иванович